# جولي دوبيني
جولي دوبيني (1707–1673)، المعروفة أيضًا باسم مادموزيل موبين أو لا موبين، كانت مغنية أوبرا فرنسية. لا يُعرف سوى القليل جدًا عن حياتها بشكلٍ مؤكد؛ إذ كانت مسيرتها المهنية المبلبلة وأسلوب حياتها الصارخ موضوعًا للنميمة والشائعات والقصص المثيرة في عصرها، ما ألهم عديدًا من التصورات الخيالية وشبه الخيالية بعد ذلك.
ألهمت سيرة حياتها، على نحوٍ ما، الشخصية الرئيسة في رواية تيوفيل غوتيه في عام 1835، مادموزيل دي موبين التي تستخدم فيها البطلة تنكّراتٍ عدة لإغواء شاب وعشيقته. تشير بعض المصادر الحديثة إلى أن دوبيني كانت ثنائية الجنس أو كويرية، نظرًا لعلاقاتها الغرامية التي عاشتها مع الرجال والنساء.

## حياتها المبكرة
ولدت جولي دوبيني في عام 1673. والدها هو غاستون دوبيني، كان سكرتيرًا لدى لويس دي لورين غيز، وهو كونت أرماغناك لدى الملك لويس الرابع عشر. تولّى والدها تعليمها وكان قد درّب وصفاء المحكمة، فدرّسها موادًا أكاديمية من النوع الذي يُعطى للأولاد الذكور عادةً. درّبها أيضًا على المبارزة، فاكتسبت كفاءة فيها منذ سن الثانية عشرة ونافست بنجاح ضد الرجال.
أصبحت دوبيني عشيقةً للويس دي لورين، كونت أرماغناك، في سن الرابعة عشرة. وفي عام 1687، رتب أمر زواجها من سيور دي موبين من سان جيرمان أون ليه، وأصبحت مدام دي موبين (أو ببساطة «لا موبين» بحسب العرف الفرنسي). بعد فترة وجيزة من الزفاف، حصل زوجها على منصب إداري في جنوب فرنسا، لكن الكونت أبقى عليها في باريس لأغراضه الخاصة.

## شبابها
تورطت دوبيني مع مساعدٍ لأحد أسياد المبارزة يُدعى سيران، وذلك في نحو عام 1687 أيضًا. وعندما حاول الفريق الأول للشرطة، غابرييل نيكولا دي لا ريني، القبض على سيران بسبب قتله رجلًا في مبارزة غير قانونية، فرّت دوبيني مع سيران من المدينة إلى مرسيليا.
في أثناء هروبهما على الطريق الجنوبي، كان كل من دوبيني وسيران يكسبان رزقهما من خلال إقامة معارض المبارزة ومعارض محلية والغناء في الحانات. وخلال السفر وأداء العروض المرتجلة تلك، ارتدت لا موبين ملابس رجالية لكنها لم تحاول التعبير عن نفسها أو الظهور بهيئة الذكر. ومع وصولهما إلى مرسيليا، انضمت دوبيني إلى شركة الأوبرا التي يديرها غوتيه دي مارسيه (1696–1642)، وغنت مستخدمةً اسمها ما قبل الزواج.
جذبت عروضها المسرحية انتباه امرأةٍ شابة، هي ابنة تاجر محلي. لكن عندما قام والدا الفتاة بإخفائها في أحد الأديرة، ربما في دير فيزيتاندين في أفنيون، تبعتها دوبيني ودخلت الدير كطالبة رهبنة. ولكي تهرب بحبها الجديد، سرقت جثة راهبة ميتة ووضعتها في سرير عشيقتها وأشعلت النار في الغرفة للتغطية على هروبهما. استمرت علاقتهما مدة ثلاثة أشهر قبل أن تعود الشابة إلى عائلتها. اتُهمت دوبيني في محاكمةٍ غيابية – على أنها ذكر – بتهم الاختطاف واستلاب الجثث وإحراق الممتلكات وعدم المثول أمام المحكمة.
غادرت دوبيني إلى باريس وكسبت رزقها مرةً أخرى من خلال الغناء. التقت في نزلٍ في فيلبيردو، بالشاب الكونت ألبيرت الذي ظنًّ أنها رجلًا: تبارزا وفازت وأصيب هو بجروحٍ بالغة فقامت على رعايته حتى استعاد عافيته. أصبحا عاشقين لفترة وجيزة ثم أصدقاء مدى الحياة. التقت بعد ذلك بممثل قديم اسمه ماريشال بالقرب من بواتييه، أعطاها دروسًا في الغناء. ذهبت مع عشيقها الجديد المغني غابرييل فينسنت تيفينارد إلى باريس حيث انخرط تيفينارد مع الأوبرا بشرط قبول دوبيني أيضًا. ونتيجةً لذلك، بدأت دوبيني الأداء هناك عندما كان عمرها 17 عامًا فقط.